# FAFIM Việt Nam
FAFIM Việt Nam hay cách viết khác là FAFILM Việt Nam, tên đầy đủ là Công ty Cổ phần FAFIM Việt Nam tiền thân là Doanh nghiệp Quốc gia Chiếu bóng và Chụp ảnh Việt Nam với lĩnh vực hoạt động chính là phát hành phim điện ảnh.

## Quá trình hình thành
Doanh nghiệp Quốc gia Chiếu bóng và Chụp ảnh Việt Nam được thành lập tại Chiến khu Việt Bắc theo Sắc lệnh số 147/SL ngày 15 tháng 3 năm 1953 của Chủ tịch Hồ Chí Minh. 
Doanh nghiệp đã có nhiều lần thay đổi về cơ cấu tổ chức dẫn đến thay đổi về tên gọi: Quốc doanh phát hành phim Trung ương (1958); Công ty Fafim Việt Nam (1992) đến năm 1993, Công ty được chính thức chuyển thành Công ty Xuất nhập khẩu Phát hành phim Việt Nam theo Quyết định số 801/QĐ-BVHTT ngày 26 tháng 4 năm 1993 của Bộ Văn hóa–Thông tin nay là Bộ Văn hóa, Thể thao và Du lịch. 
Năm 2010, Công ty Xuất nhập khẩu Phát hành phim Việt Nam được chuyển đổi thành Công ty TNHH một thành viên Xuất nhập khẩu và Phát hành phim Việt Nam theo Quyết định số 1174/QĐ-BVHTTDL ngày 02/4/2010 của Bộ Văn hóa, Thể thao và Du lịch. 
Thực hiện Quyết định số 1344/QĐ-BVHTTDL ngày 20 tháng 4 năm 2011 của Bộ Văn Hóa, Thể thao và Du lịch về việc cổ phần hóa, Công ty Cổ phần Fafim Việt Nam đã hình thành và chính thức hoạt động theo Giấy chứng nhận đăng ký doanh nghiệp công ty cổ phần số 0100109850 do Sở Kế hoạch và Đầu tư Hà Nội cấp lần 2 vào ngày 3 tháng 7 năm 2012.

## Các hoạt động
Năm 1958, Doanh nghiệp quốc gia chiếu bóng và chụp ảnh Việt Nam tách riêng làm hai bộ phận: Xưởng phim Việt Nam và Quốc doanh phát hành phim và chiếu bóng Việt Nam (là Fafilm Việt Nam về sau).
Từ giai đoạn này, Hãng phim truyện Việt Nam có hoạt động chính là sản xuất các định dạng phim còn Fafilm chủ yếu phát hành, lưu trữ. 
Sau thời kỳ bao cấp và trong thập niên 90, Fafilm bắt đầu nhập phim từ nước ngoài và thực hiện dịch phim, lồng tiếng, kinh doanh và phân phối cho các đội chiếu bóng hoặc công ty tư nhân.
Thời điểm năm 1998 mỗi tập phim Fafilm VN phát hành khoảng gần 4.000 bản, doanh thu lên đến 60 tỉ đồng/năm, thì từ năm 2000 đến 2007 mỗi tập phim Fafilm chỉ dám in vài trăm bản. Doanh thu sụt giảm nghiêm trọng, chỉ còn khoảng 5 tỉ đồng/năm.
Ngày 25 tháng 9 năm 2007, Fafilm VN công bố về việc đăng ký độc quyền phát hành các chương trình của tập đoàn truyền hình nổi tiếng của Hong Kong TVB tại Việt Nam.
Tháng 7/2012 công ty chính thức hoạt động theo mô hình công ty cổ phần. Fafim Việt Nam có vốn điều lệ gần 96,74 tỷ đồng và còn góp cổ phần tại Lotte Cinema Việt Nam và Liên doanh Cinema 1 Việt Nam.
Doanh thu năm 2018 giảm 5,59% so với cùng kỳ năm trước 14,061 tỷ đồng, 9 tháng năm 2019 đạt hơn 12 tỷ; Lợi nhuận sau thuế năm 2018 đạt 1,23 tỷ đồng, tăng 162,46% so với năm trước, 9 tháng năm 2019 đạt gần 1,8 tỷ đồng.
Ngoài lĩnh vực điện ảnh, Fafilm còn sở hữu hồ bơi Fafilm, Tòa nhà Fafilm Việt Nam, Công Ty Cổ Phần Văn Hóa Và Sự Kiện Fafilm Việt và một số rạp phim.

## Các bê bối
Đầu những năm 2000, Cảnh sát Kinh tế, Bộ Công an tiến hành điều tra theo đơn tố giác và phát hiện từ năm 1998 đến 2001, một cựu giám đốc, một giám đốc, hai phó giám đốc và một kế toán của công ty đã làm sổ sách để tham nhũng 868 triệu đồng từ nhà nước.